# Shervin Hajipour
Shervin Haji Aghapour : (persa: شروین حاجی‌ آقاپور; nacido el 30 de marzo de 1997): Es un cantautor iraní. Nacido en Babolsar, comenzó a publicar covers en sus redes sociales a finales de 2018. Después de audicionar en el programa de televisión irani New Era el 22 de marzo de 2019 con "Maybe Paradise", lanzó la canción como su sencillo debut en todas las plataformas y ganó reconocimiento entre los más jóvenes de la Generación iraní. Hajipour saltó a la fama tras el lanzamiento de su sencillo "Baraye", que ha sido descrito como "el himno" de las Protestas por la muerte de Mahsa Amini. En 2023, ganó el primer Premio Grammy a la mejor canción para el cambio social en la 65.ª edición de los Premios Grammy por "Baraye".
La revista Time lo nombró una de las 100 personas más influyentes del mundo en 2023.

## Primeros años y Educación
Shervin Haji Aghapour nació el 30 de marzo de 1997 en Babolsar, Mazandaran. Se inició en la música a los ocho años, cuando ingresó a clases de violín. En la escuela secundaria comenzó a componer profesionalmente. Asistió a la Universidad de Mazandaran, donde obtuvo una licenciatura en economía. Mientras estaba en la universidad, compuso música para representaciones teatrales y edición. Más tarde comenzó a cantar él mismo.

## Carrera
A la edad de 22 años, Hajipour participó en New Era, una competencia de programas de talentos de televisión (producida por Ehsan Alikhani), donde avanzó a la final de la segunda ronda de su primera temporada.
Durante las protestas de Mahsa Amini en Irán, provocadas por la muerte de la mujer iraní-kurda Mahsa Amini, Hajipour publicó su nueva canción "Baraye..." (persa: برای, For...; Debido a...). Escrita en apoyo de las protestas,  la letra de la canción fue extraída de tweets publicados por los manifestantes y sus seguidores que comienzan con la palabra Baraye..., y hace referencia al lema "Mujer, Vida, Libertad". 
Publicó "Baraye" en su Instagram, donde recibió más de 40 millones de visitas en menos de dos días. Otros usuarios iraníes de las redes sociales publicaron sus propios videos cantando o tocando la canción en público. Other Iranian social media users posted their own videos of singing or playing the song in public.
El 29 de septiembre de 2022, Hajipour fue arrestado por su canción "Baraye"  y los agentes de seguridad del Cuerpos de la Guardia Revolucionaria Islámica lo obligaron a eliminar la canción de sus plataformas de redes sociales  en breve y después de su arresto. Su arresto generó críticas de varios iraníes y músicos, incluidos Murat Boz,  Mohammad Esfahani, Rana Mansour,  Karim Sadjadpour, y Roger Waters. La Agencia de Noticias Tasnim, afiliada al Cuerpo de la Guardia Revolucionaria Islámica, publicó una versión editada del videoclip, con imágenes que muestran los logros de la República Islámica en lugar de los originales. . FTras el arresto de Hajipour, muchos usuarios de las redes sociales nominaron a "Baraye" para la nueva categoría de los premios Grammy de la Academia Nacional de Artes y Ciencias de la Grabación, "Mejor canción para el cambio social".
El 4 de octubre de 2022, Hajipour fue puesto en libertad bajo fianza "para que su caso pueda pasar por el proceso legal", según Mohammad Karimi, fiscal de la provincia norteña de Mazandaran. Luego, Hajipour publicó en Instagram que lamentablemente la canción estaba siendo utilizada por grupos políticos fuera de Irán; Los activistas creen que esta declaración puede haber sido obtenida mediante coacción.
Shervin Hajipour recibió el Premio al Mérito Especial a la Mejor Canción para el Cambio Social por "Baraye" en los GRAMMY 2023, que fue presentado por la primera dama de Estados Unidos, Jill Biden, quien destacó el mensaje de Hajipour. En 2023, Hajipour fue catalogado como una de las 100 personas más influyentes del mundo por la revista Time.
El 29 de agosto de 2023, el actor paquistaní Humayun Saeed reveló a través de su cuenta de Instagram que la canción "Dornaye Mongharez" de Shervin Hajipour serviría como banda sonora oficial de la serie dramática Meray Paas Tum Ho. La banda sonora de Perisan de la serie también fue producida por Hajipour. 

### Condena
El día 1 de marzo de 2024, El cantante Shervin Hajipour, creador de la canción Baraye, que se convirtió en el himno de las protestas en el Irán a raíz de la muerte de la joven Mahsa Amini, ha sido condenado a tres años y ocho meses de prisión por hacer música de oposición al régimen e incitar los disturbios con el objetivo de "perturbar la seguridad del país"

## Discografía
Hajipour ha lanzado treinta y tres canciones, tres bandas sonoras, cuatro videos musicales, treinta y una canciones inéditas y tres canciones como artista destacado.

## Reconocimientos

### Premios y nominaciones
| Premio        | Año  | Canción | Categoría                           | Resultado | Ref.                |
| ------------- | ---- | ------- | ----------------------------------- | --------- | ------------------- |
| Grammy Awards | 2023 | Baraye  | Mejor Canción por el cambio social, | ganador   | [ 1 ] [ 39 ] [ 31 ] |